# Antipodocottus galatheae
Antipodocottus galatheae és una espècie de peix pertanyent a la família dels còtids.

## Hàbitat
És un peix marí, demersal i de clima temperat que viu entre 388-594 m de fondària al talús continental.

## Distribució geogràfica
Es troba al Pacífic sud-occidental: Austràlia (Queensland, Nova Gal·les del Sud i Tasmània) i Nova Zelanda.

## Costums
És bentònic.

## Estat de conservació
Atès que viu a una gran fondària, és poc probable que estigui afectat per amenaces mediambientals greus (com ara, el desenvolupament turístic costaner i/o la contaminació de les zones urbanes).

## Observacions
És inofensiu per als humans.